# Catedral de Glasgow
La Catedral de Glasgow, també coneguda en anglès com High Kirk de Glasgow, és un temple de culte de l'església d'Escòcia a més d'un monument històric de Glasgow.
El títol de catedral és honorífic i històric, data des del període anterior a la Reforma Escocesa, quan era església catòlica de l'Arxidiòcesi de Glasgow i catedral de l'arquebisbe de Glasgow. Actualment pertany a la congregació escocesa dels Preveres de Glasgow. Està al nord de la High Street i a l'est de la Cathedral Street. Va ser el lloc on es va fundar la Universitat de Glasgow i en l'actualitat serveix com a sagristia.
La construcció en si mateixa és propietat pública. L'organització Historic Scotland s'encarrega del seu manteniment i és un dels monuments més visitats pels turistes a Glasgow. L'entrada és gratuïta.

## Història
Es va començar a construir com a catedral en el 1136 durant el regnat de David I d'Escòcia, però va ser destruïda diverses vegades pel foc. Va ser consagrada en 1197. La catedral de Glasgow va adoptar el culte protestant durant la reforma escocesa, la qual cosa la va salvar de la destrucció.

## Arquitectura i art
És una de dues catedrals medievals a Escòcia que queda intacta després de la reforma religiosa del segle xvi (una altra és la Catedral de Sant Magnus de Kirkwall). És un exemple de l'arquitectura gòtica pre-reformista. L'edifici present és d'origen del segle xii, encara que la torre i moltes altres reformes es van afegir al segle xv, a més de la Necròpoli. Només les torres occidentals van ser destruïdes en els desordres de la reforma.
L'accés a la nau es fa per una porta lateral, de la qual pengen alguns estendards militars. Moltes de les imponents vidrieres són contemporànies, és una de les millors col·leccions de post-guerra de tot el Regne Unit. Per exemple, a l'esquerra es veu l'obra de Francis Apear La Creació, de 1958, en el costat oest.
La catedral es troba dividida per un cancell de pedres de finals del segle xv, decorat amb set parells de figures que representen els Set Pecats Cabdals. Darrere se situa el cor. El sostre de fusta, de finals del segle xv, ha estat restaurat en nombroses ocasions i destaca que no està unit per claus.
Té una cripta del segle xiii a la qual s'accedeix per unes escales. La cripta és el sepulcre de Sant Mungo, fundador d'una comunitat monàstica en el mateix lloc al segle V; la seva tomba va ser centre d'una peregrinació medieval.

### Universitat de Glasgow
William Turnbull, bisbe de Glasgow entre 1448 i 1454, va ser el fundador de la Universitat de Glasgow en 1451, la qual va començar al voltant de la pròpia catedral. El bisbe a més va servir com a Canceller de la universitat durant dos anys. En 1460, la universitat es va traslladar fora de la catedral a un lloc proper en el costat est de la High Street, abans d'instal·lar-se definitivament en el seu actual emplaçament en Gilmorehill en 1870.

## Altres catedrals a Glasgow
- Catedral de Sant María de Glasgow (episcopal escocesa)
- Catedral de Sant Andrés de Glasgow (catòlica)
- Catedral de Sant Lucas de Glasgow (grega ortodoxa)

## Llista de ministres

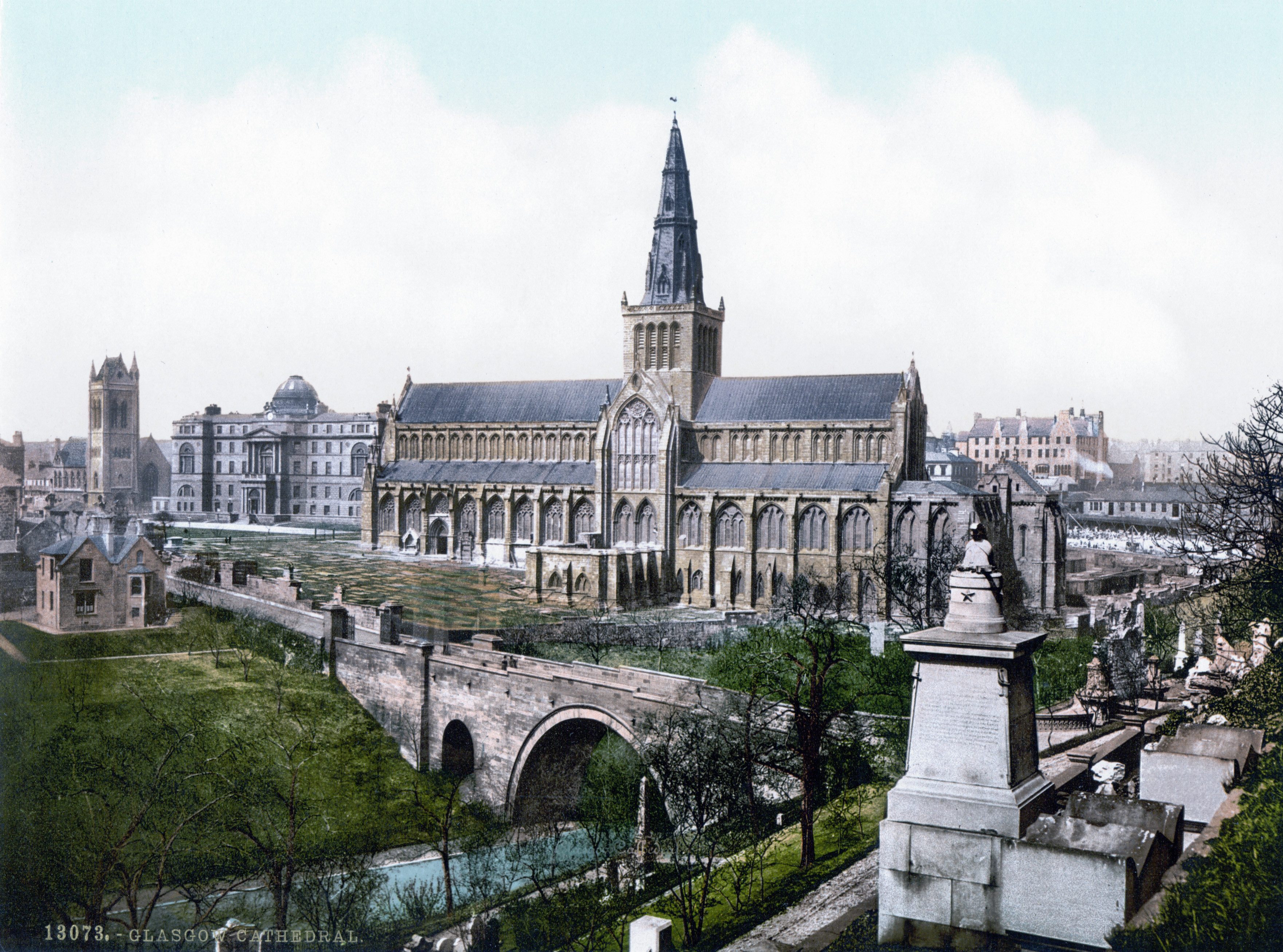
Fotocrom de la catedral i la necròpoli, de dates entre 1890 i 1905.

- Archibald Inglis (1685-1687)
- Ralph Rodger (1687-1689)
- James Brown (1690-1714)
- George Campbell (1715-1748)
- John Hamilton (1749-1780)
- William Taylor (1780-1823)
- Duncan Macfarlan (1824-1857)
- John Robertson (1858-1865)
- George Stewart Burns (1865-1896)
- Pearson McAdam Muir (1896-1915)
- James McGibbon (1916-1922)
- Lauchlan Maclean Watt (1923-1944)
- Neville Davidson (1945-1967)
- William Morris (1967-2005)
- Laurence A. B. Whitley (2007-)